# گراند-متیس، کبک
گراند-متیس (به فرانسوی: Grand-Métis) شهری در منطقه شهری لا میتیس ناحیه با-سن-لوران در استان کبک کانادا است. در سرشماری سال ۲۰۱۱ این شهر ۲۷۶ نفر جمعیت داشته‌است و مساحت آن ۲۵٫۸۵ کیلومتر مربع است.